# Pinky and the Brain
Pinky and the Brain este un serial de desene animate creat de Tom Ruegger și produs de Amblin Entertainment și Warner Bros. Television Animation. A fost primul serial animat care a avut Dolby Surround și a fost a patra colaborare între Steven Spielberg și Warner Bros. Animation. Persoanajele au apărut pentru prima oară în 1993 ca parte a unui segment episodic în Animaniacii, înainte de a avea propriul desen animat pe The WB.
Pinky și Brain sunt șoareci de laborator îmbunătățiți genetic care locuiesc într-o cușcă în laboratoarele ACME. Brain este egocentric și intrigant; Pinky este cumsecade, dar slab la minte. În fiecare episod, Brain pune la cale un nou plan de a lua controlul lumii, care în cele din urmă se încheie cu un eșec: de obicei din cauza prostiei lui Pinky, imposibilitatea planului lui Brain, aroganța lui Brain sau doar circumstanțe neprevăzute.

## Legături externe
- Site oficial al serialului pe DVD
- Pinky and the Brain la TV.com
- Pinky and the Brain la Internet Movie Database